# Julie von Asten
Julie von Asten (* 4. September 1839 als Julia Carolina Schmuttermayer von Asten in Wien; † 1923 in Berlin) war eine österreichische Pianistin und Klavierlehrerin. Sie trat als Solistin sowie als Begleiterin namhafter Sänger und Musiker auf.

## Leben
Julie von Asten wuchs mit ihren zwei Schwestern Anna und Marie im Gundelhof auf der Brandstätte in Wien auf. Von wem Julie von Asten den musikalischen Anfangsunterricht erhalten hat, ist nicht überliefert.
1854/55 besuchte sie die Kompositionsklasse des Wiener Konservatoriums. Ihre Ausbildung bei Clara Schumann begann Ende der 1850er Jahre. „Die berühmte Pianistin kehrte dort im Gundelhof ein, so oft sie in Wien konzertierte, und Julie wurde bei dieser Gelegenheit ihre Schülerin.“ Die Wertschätzung Clara Schumanns für ihre Schülerin zeigte sich bereits 1859, als sie die junge Julie von Asten erstmals an einem ihrer Konzerte als Duo-Partnerin beteiligte: „Diese Dame stand Frau Schumann im Vortrage des zweiten Clavierpartes der bekannten herrlichen Variationen Robert’s für ein Flügelpaar [op. 46] nicht allein würdig zur Seite, sondern sie wußte die gleichlautenden Stellen dieser Tonrichtung sogar markiger, jedenfalls aber wärmer zu betonen, als die allgemein gefeierte Trägerin und Vermittlerin jener eben geschilderten schönen Musikfeste.“ In der Wintersaison 1858/59 erhielt Julie von Asten kontinuierliche Unterricht am Klavier, während sich Clara Schumann in Wien aufhielt; dies scheint in den 1870er Jahren in Berlin eine Fortsetzung gefunden zu haben.
Als Johannes Brahms 1862 nach Wien übersiedelte, übernahm er die Ausbildung von Julie von Asten. Am 23. Juli 1863 gab sie in Bad Ischl ihr erstes eigenes Konzert. Sie spielte die Mondschein-Sonate von Beethoven, Variationen und ein Moment Musical von Schubert, einen Walzer As-Dur von Chopin und ein Nachtstück op. 23 von Schumann. Ihr Debüt im Leipziger Gewandhaus fand am 1. Dezember 1864 im Rahmen des 8. Abonnementkonzerts statt. Sie spielte das Klavierkonzert Nr. 1 C-Dur von Beethoven, die Novellette h-Moll von Schumann und das Scherzo e-Moll von Mendelssohn.
Ihr wurde als Musikerin ein „fast männlicher“ Anschlag bescheinigt, welches zur damaligen Zeit durchaus ein Kompliment sein konnte. Das Klavier galt als ein für das schöne Geschlecht geeignetes Instrument, doch war man der Meinung, dass bestimmte Kompositionen wegen fehlender Kraft vom „schwachen Geschlecht“ nicht zu bewältigen seien. Die Allgemeine musikalische Zeitung nahm das Konzert zum Anlass, die Spielweise der 23-Jährigen ausführlich zu charakterisieren: „Der Eindruck ihres Spiels ist, wenn auch kein virtuoser im Sinne imponierender Fertigkeit und vollständiger Sicherheit im Bewältigen jeder Aufgabe, doch ein harmonischer und musikalischer, insofern sie es klüglich vermeidet leisten zu wollen, was über ihre Kräfte geht, die gewählten Werke aber reinlich und mit richtigen Ausdruck ausführt. Ihr Anschlag ist bestimmt, fast männlich; die Passagen kommen deutlich heraus; der Vortrag entbehrt nicht der Sinnigkeit, ist aber frei von krankhafter oder gemachter Sentimentalität.“
Auf einer Konzertreise spielte Julie von Asten am 18. Februar 1865 zusammen mit Joseph Joachim, welcher ihre Fähigkeiten als Klavierbegleiterin sehr schätzte, die Violinsonaten a-Moll von Schumann und e-Moll von Mozart sowie das Rondo h-Moll von Schubert. An Solo-Kompositionen steuerte Julie von Asten ein Scherzo von Mendelssohn und einen Walzer As-Dur von Chopin bei. Konzerte in Bremen und im Leipziger Gewandhaus schlossen sich an. 1866, in Wien, begleitete Julie von Asten Joseph Hellmesberger senior bei Sonaten von Johann Sebastian Bach. Im November 1867 reiste sie mit Johannes Brahms nach Graz, um dort mit ihm zwei Konzerte im Landschaftlichen Theater und im Thalia-Theater zu geben.
Zusammen mit ihrer sieben Jahre jüngere Schwester Anna übersiedelte Julie von Asten 1869 nach Berlin, wo Anna von Asten ein Engagement an der Hofoper erhielt. Diese heiratete 1871 den Arzt Otto Schultzen und ging mit ihrem Mann noch im selben Jahr nach Dorpat, wo 1873/74 auch Julie von Asten lebte. Danach blieb Berlin bis zu ihrem Tod ihr ständiger Wohnsitz.
Am 27. November 1871 spielte Clara Schumann mit Julie von Asten die Ungarischen Tänze zu vier Händen in Berlin. Die folgende Zusammenarbeit mit Sängerinnen wie Anna Schultzen von Asten, Julius Stockhausen, Amalie Joachim, Hermine Spies, dem Geiger Joseph Joachim und dessen Schülerinnen Marie Soldat-Röger und Gabriele Wietrowetz zeigten eine zunehmende Spezialisierung und Wertschätzung von Julie von Asten als Klavierbegleiterin. Weiterhin gehörte Clara Schumann zu ihren regelmäßigen Musizierpartnerinnen.
Enge Freundschaften pflegte Julie von Asten mit Clara Schumann, Julius von Stockhausen sowie dem Ehepaar Amalie und Joseph Joachim. 1876 begleitete Julie von Asten Amalie Joachim zu einem Kuraufenthalt in Meran.
Die Mutter von Julie von Asten und ihre jüngste Schwester Marie verlegten im Oktober 1873 ihren Wohnsitz von Wien nach Berlin. Julie von Asten und ihre Schwester Marie erteilten Klavierunterricht. Die Schwester Anna Schultzen von Asten erhielt 1874 an der Königlichen Hochschule für Musik eine Anstellung als Gesangsdozentin und wurde 1902 zur Professorin ernannt. Außer Auftritten in Barmen und London, letzterer mit Joseph Joachim im März 1878 im Monday Populär Concert, sind in der Berliner Zeit keine weiteren Konzertreisen Julie von Astens belegt.
Bis 1897 trat Julie von Asten jedes Jahr, teils mehrfach, in der Hauptstadt Berlin auf, zuletzt mit Vorliebe in gemeinsam mit ihrer Schwester Anna Schultzen von Asten veranstalteten Konzerten. Zu einem Ritual wurden die Auftritte von Julie von Asten und Anna Schultzen von Asten seit 1875 zum Jahresende in der Sing-Akademie zu Berlin.
1892 Aufführung des Konzerts das Klaviertrio d-Moll op. 63 von Schumann mit Joseph Joachim (Violine) und Robert Hausmann (Cello). Die Kritik bescheinigte der Pianistin nun keinen „fast männlichen“ Anschlag mehr, dafür aber andere Qualitäten: „Kam auch der Klavierpart in dem von Leidenschaft durchglühten Werk nicht überall zur vollen Geltung und wünschte man namentlich am Schluss desselben mitunter ein energischeres und kräftigeres Eingreifen, so wurden dafür andere Stellen besonders im Scherzo mit so poetischer Feinfühligkeit und sauberer Akkuratesse ausgeführt, dass das ganze Werk in dieser abgeklärten und theilweise vollendeten Ausführung dem Zuhörer einen hohen Genuss bereitete.“ (Bock: 1892, S. 696)
Kammermusik-Partner waren Joseph Hellmesberger, Joseph Joachim, Emanuel Wirth, Robert Hausmann und Andreas Moser.
Anna Schultzen von Asten starb 1903 an den Folgen eines Verkehrsunfalls. Julie von Asten überlebte sie um etwa zwei Jahrzehnte. 1923 findet sich im Berliner Adressbuch eine letzte Eintragung mit der Berufsbezeichnung „Musiklehrerin“ und der Adresse Kurfürstenstraße 97.

## Familie
Julie von Asten war die Tochter von Moritz Schmuttermayer, Ritter von Asten (1801–1866), einem Juristen und Sektionsrat in der Wiener Staatskanzlei im Ministerium des kaiserlichen Hauses und des Äußeren, aus dessen Ehe mit Ludovica Sommer von Sonnenschild († 1892). Julie von Asten hatte zwei Schwestern: Anna und Marie.